# Coliseu dos Recreios
Coliseu dos Recreios (lub Coliseu de Lisboa) – sala koncertowa w Lizbonie, w Portugalii. Jest ona położona przy Rua das Portas de Santo Antão w dzielnicy Baixa.
Obiekt został otwarty w dniu 14 sierpnia 1890 roku i przeszło gruntowną przebudowę, ukończoną w lutym 1994 roku. Pojemność sali wynosi od 2846 (wszystkie miejsca siedzące) do 4000 osób, w zależności od jej konfiguracji.
Obok koncertów muzycznych, wykorzystywana jest również do innych pokazów, w tym teatrów, cyrków, pokazów tańca i ceremonii wręczenia nagród. Miały tutaj miejsce występy Cirque du Soleil, pokazy tanga czy inscenizacje baletowe.

## Artyści występujący na Coliseu
Na Coliseu występiło wielu artystów, m.in. takich jak:

- Alter Bridge
- Amália Rodrigues
- Ana Moura
- Anastacia
- Biffy Clyro
- Buika
- Bush
- Caetano Veloso
- Carlos do Carmo
- Cesária Évora
- Cuca Roseta(inne języki)
- Dead Combo
- Deep Purple
- Diana Krall
- Diogo Piçarra
- Duran Duran
- Extreme
- Gabriela Rocha
- Gilberto Gil
- Gusttavo Lima
- Harlem Gospel Choir
- Imagine Dragons
- Jamie Cullum
- João Gilberto
- LCD Soundsystem
- Léo Magalhães
- Madonna
- Marco Paulo(inne języki)
- Maria Bethânia
- Maria Lisboa(inne języki)
- Marisa Monte
- Mariza
- Massive Attack
- Michel Teló
- Miguel Araújo(inne języki)
- Miles Davis
- Moonspell
- My Chemical Romance
- Nightwish
- Norah Jones
- Pablo Alborán
- Papa Roach
- Paula Fernandes
- Pentatonix
- Placebo
- Prince
- Radiohead
- Rise Against
- R5
- Salvador Sobral
- Simple Minds
- Simple Plan
- Sum 41
- Vanessa da Mata
- Woody Allen
- Yes